# William George Browne
William George Browne (Great Tower Hill, Londres, 25 de julio de 1768 - Irán, 1813) fue un viajero y explorador inglés.

## Biografía
A los diecisiete años fue enviado al Oriel College de Oxford y, tras recibir una modesta herencia de su padre, se entregó por entero a las actividades literarias al dejar la universidad. La fama del viajero James Bruce y los primeros descubrimientos realizados por la Asociación Africana le decidieron a convertirse en un explorador del continente negro. Primero fue a Egipto, alcanzando Alejandría en enero de 1792. Pasó algún tiempo visitando el oasis de Siwa en busca del oráculo de Júpiter Amón donde históricamente se localiza la tumba de Alejandro Magno, y empleó el resto del año en estudiar árabe y examinar las ruinas del antiguo Egipto.
En la primavera de 1793 visitó la península del Sinaí y en mayo se dirigió a Darfur uniéndose a la gran caravana que año tras año marchaba a través del desierto egipcio hacia Sudán. Este fue su viaje más importante, en el que adquirió gran variedad de información original. Pero fue detenido a la fuerza entre 1793 y 1796 por el sultán de Darfur, pasando penurias sin cuento por no poder realizar su propósito de regresar a través de Etiopía, conocida entonces como Abisinia. Pudo volver a Egipto sin embargo con la caravana de 1796 y pasó después un año en Siria; no llegó a Londres sino en septiembre de 1798; entonces escribió el único libro que llegó a publicar en vida, sus Travels in Africa, Egypt and Syria (1799; 2.ª ed. aumentada en 1806), donde, entre otras curiosidades, explica la costumbre musulmana de la clitoridectomía.
En 1800 Browne volvió a dejar Inglaterra y pasó tres años visitando Grecia, partes de Asia Menor y Sicilia. Una vez más, en 1812, emprendió una expedición al este con el propósito de penetrar en Samarcanda e investigar las regiones más interesantes de Asia Central. Pasó el invierno en la costa turca de Esmirna y en la primavera de 1813 viajó a través de Asia Menor y Armenia; pasó una breve temporada en Erzurum y llegó el 1 de junio a Tabriz. Sobre el final del verano de 1813 abandonó Tabriz para dirigirse a Teherán con la intención de seguir avanzando después hacia el este, pero fue asesinado por el camino. Se cree que algunos huesos que se encontraron después son suyos y fueron enterrados junto a la tumba de un explorador francés anterior, Jean de Thévenot.

## Obras
En 1799 Browne publicó sus Travels in Africa, Egypt and Syria from the year 1792 to 1798 ("Viajes por África, Egipto y Siria, desde el año 1792 a 1798"), de los que hizo una segunda edición muy ampliada en 1806. Aunque es un arsenal de datos, su seco estilo impidió que el libro se hiciera demasiado popular. Sin embargo Robert Walpole publicó, con los papeles dejados por Browne, un relato de su viaje en 1802 a través de Asia Menor a Antioquía y Chipre en el segundo volumen de sus Memoirs relating to European and Asiatic Turkey (1820) o "Memorias relativas a la Turquía europea y asiática", y también en Remarks written at Constantinople (1802), "Notas escritas en Constantinopla".